# Jānis Līvens
Jānis Līvens (16 de abril de 1884, data de morte desconhecida) foi um ciclista letão, que competiu representando Rússia na prova de estrada (individual e por equipes) nos Jogos Olímpicos de Verão de 1912 em Estocolmo.